# Kujan
Kujan (deutsch Kujan, früher Kujahn) ist ein Dorf im Powiat Złotowski (Flatower Kreis) der polnischen Woiwodschaft Großpolen. Das Dorf ist an die Landgemeinde Zakrzewo angegliedert.

## Geographische Lage
Kujan liegt im Netzedistrikt in Westpreußen, etwa sechs Kilometer südöstlich des Dorfs Zakrzewo und elf Kilometer östlich der Stadt Złotów (Flatow). Nordöstlich des Dorfs erstreckt sich der Borowno-See.

## Geschichte

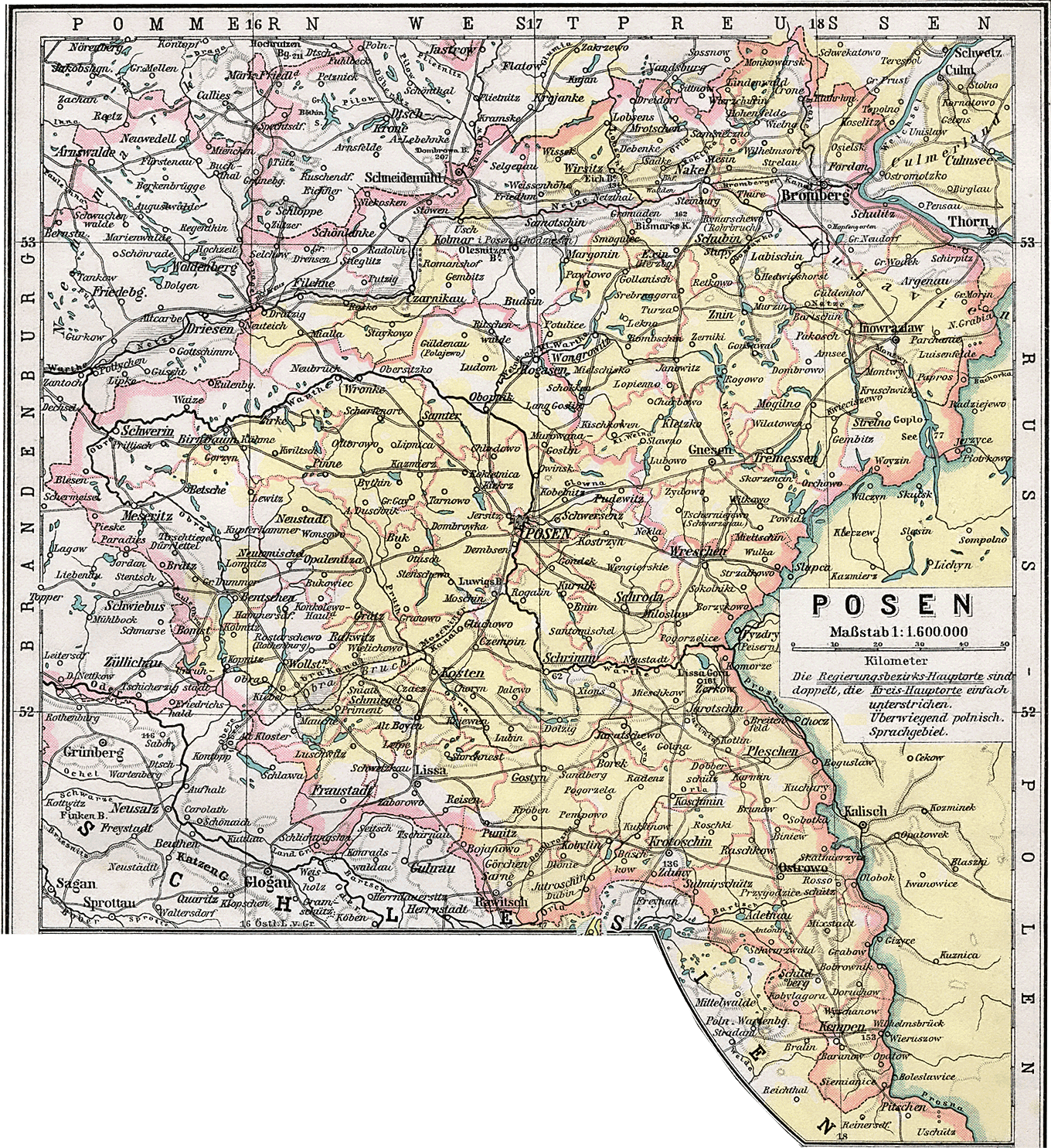
Kujan nordwestlich der Stadt Bromberg und östlich der Stadt Flatow – siehe oberen Bildrand – auf einer Landkarte der Provinz Posen von 1905 (gelb markierte Flächen kennzeichnen Gebiete mit seinerzeit mehrheitlich polnischsprachiger Bevölkerung)

Kujan und der Borowno-See östlich der Stadt Flatow auf einer Landkarte von 1806

Das am Ausfluss des Borowno-Sees gelegene Dorf Kujan gehörte früher zur Gutsherrschaft Flatow. Bis 1793 war hier eine Wassermühle in Betrieb gewesen; diese wurde nach 1822 durch eine Schneide- und Mahlmühle ersetzt. In Kujan befand sich ein Königliches Oberforstamt; Oberförster war im Jahr 1848 Friedrich Koch,  der 1856–1857 Mitglied des preußischen Hauses der Abgeordneten war.  Im Jahr 1864 hatte Kujan auch ein Postamt.
Im Jahr 1896 befand sich der Gutsbezirk Kujan im Besitz des Fiskus, der ihn von dem Administrator Brinkmann verwalten ließ.
Am 1. April 1927 betrug die Flächengröße des Guts Kujan 102 Hektar, die (kommunalfreie) Flächengröße des Grundsteuererhebungsbezirks Kujan 9089 Hektar, und am 16. Juni 1925 wohnten hier 351 Personen.
Um 1930 war das Gemeindegebiet von Kujan einen Quadratkilometer groß. In den Gemeindegrenzen standen insgesamt 31 bewohnte Wohnhäuser an vier verschiedenen Wohnplätzen:
1. Bahnhof Kujan
2. Forsthaus Friedrichsthal
3. Klein Kujan
4. Kujan

Vor 1945 gehörte das Dorf Kujan zum Landkreis Flatow, bis 1939 zum Regierungsbezirk Marienwerder, danach zum Regierungsbezirk Grenzmark Posen-Westpreußen der preußischen Provinz Pommern des Deutschen Reichs. Kujan war Sitz des Amtsbezirks Kujan.
Gegen Ende des Zweiten Weltkriegs wurde die Region im Frühjahr 1945 von der Roten Armee besetzt. Das Dorf Kujan wurde anschließend seitens der sowjetischen Besatzungsmacht  der Volksrepublik Polen zur Verwaltung überlassen. Soweit die Einwohner nicht geflohen waren, wurden sie in der darauf folgenden Zeit von der polnischen Administration vertrieben.
Seit 1945 ist Kujan der Gmina Zakrzewo im Powiat Złotowski  der Woiwodschaft Großpolen angegliedert (bis 1998 Woiwodschaft Piła).

### Demographie
| Jahr | Einwohner | Anmerkungen                                                                                               |
| ---- | --------- | --- |
| 1766 | 41        | [ 9 ] |
| 1783 | –         | adliges Vorwerk nebst Wasser- und Schneidemühle, sechs Feuerstellen (Haushaltungen), in Westpreußen       |
| 1818 | 50        | Dorf, adlige Besitzung                                                                                    |
| 1852 | 192       | Dorf |
| 1864 | 200       | darunter 178 Evangelische und 22 Katholiken                                                               |
| 1910 | 360       | am 1. Dezember, davon 294 Evangelische und 64 Katholiken; vierzehn Einwohner mit polnischer Muttersprache |
| 1925 | 239       | darunter 33 Katholiken, keine Juden                                                                       |
| 1933 | 201       | [ 15 ] |
| 1939 | 205       | [ 15 ] |

## Kirche
Die Protestanten der hier bis 1945 anwesenden Dorfbevölkerung gehörten zur evangelischen Pfarrei Flatow.

## Verkehr
Kujan lag an der Bahnstrecke Świecie nad Wisłą–Złotów.

## Belege
1. ↑  Amtsblatt für den Regierungsbezirk Marienwerder. Band 12, Oeffentlicher Anzeiger Nr. 9 vom 1. März 1822, S. 53.
2. ↑  Friedrich Eduard Keller: Der Preußische Staat. Ein Handbuch der Vaterlandskunde. Band 2, Berlin 1866, S. 10.
3. ↑  Amtsblatt für den Regierungsbezirk Marienwerder. Band 38, Marienwerder 1848, S. 21–22.
4. ↑  Sammlung sämmtlicher Drucksachen des Hauses der Abgeordneten aus der zweiten Session der IV. Legislatur-Periode 1856–1867. Band I: Nr. 1–45, S. 20.
5. ↑  Friedrich Wilhelm Ferdinand Schmitt: Der Kreis Flatow. In seinen gesammten Beziehungen. Thorn 1867, S. 199.
6. ↑  C. Leuchs: Adressbuch aller Länder der Erde der Kaufleute, Fabrikanten, Gewerbetreibenden, Gutsbesitzer etc. Band 11a: Westpreussen, Nürnberg 1896, S. 178 (books.google.de).
7. ↑  Kurt Albrecht: Die preußischen Gutsbezirke, in: Zeitschrift des Preussischen Statistischen  Landesamts,  67. Jahrgang, Berlin 1927, S. 344–477, insbesondere S. 405 (books.google.de).
8. 1 2  Die Gemeinde Kujan im ehemaligen Kreis Flatow in Pommern (Gunthard Stübs und Pommersche Forschungsgemeinschaft)
9. ↑  Friedrich Wilhelm Ferdinand Schmitt: Der Kreis Flatow. In seinen gesammten Beziehungen. Thorm 1867, S. 299 (books.google.de).
10. ↑  Johann Friedrich Goldbeck: Volständige Topographie des Königreichs Preussen. Zweiter Theil welcher die Topographie von West-Preussen enthält. Anhang (mit neu beginnender Seitenzählung): Volständige Topographie vom West-Preußischen Cammer-Departement, Marienwerder 1789, S. 112 (books.google.de).
11. ↑  Alexander August Mützell und Leopold Krug: Neues topographisch-statistisch-geographisches Wörterbuch des preussischen Staats. Band 3: Kr–O, Halle 1822, S. 38, Ziffer 6026 (books.google.de).
12. ↑  Topographisch-statistisches Handbuch des Preußischen Staats (Kraatz, Hrsg.). Berlin 1856, S. 324 (books.google.de).
13. ↑  E. Jacobson: Topographisch-statisches Handbuch für den Regierungsbezirk Marienwerder. Danzig 1868. Ortschafts-Verzeichnis: Kreis Flatow, S. 8–9 (books.google.de).
14. ↑  Königlich Preußisches Statistisches Landesamt: Gemeindelexikon der Regierungsbezirke Allenstein, Danzig, Marienwerder, Posen, Bromberg und Oppeln. Auf Grund der Volkszählung vom 1. Dezember 1910 und anderer amtlicher Quellen. Berlin 1912, Heft III: Regierungsbezirk Marienwerder, 4. Kreis Flatow, S. 22–23, Ziffer 131 (books.google.de).
15. 1 2  Michael Rademacher: Flatow. Online-Material zur Dissertation, Osnabrück 2006. In: eirenicon.com.
16. ↑  Agathon Harnoch: Chronik und Statistik der evangelischen Kirchen in den Provinzen Ost- und Westpreußen, Neidenburg 1890, S. 486–487 (books.google.de).
17. ↑  Königliches Konsistorium der Provinz Westpreußen (Hrsg.): Pfarr-Almanach der Provinz Westpreußen, Danzig 1897,  S. 58–59 (books.google.de)

Koordinaten: 53° 22′ N, 17° 11′ O